# Kresten Refslund Thomsen
Kresten Refslund Thomsen (født 19. august 1884 i Broager, død 10. januar 1960) var en dansk amtmand og kammerherre.
Han var søn af frimenighedspræst Rasmus Thomsen (død 1905) og hustru f. Refslund. Han kom fra Sønderjylland og var elev i Haderslev Latinskole indtil 1902, men rejste pga. preussisk chikane til København, hvor han i 1903 tog studentereksamen og i 1907 tog den afsluttende eksamen som cand.polit. Han studerede 2 år forvaltningsret i Berlin; medarbejder ved Heimdal 1907, redaktør af samme 1910; indkaldt under 1. verdenskrig 1915-18; såret på østfronten 1915; tjeneste ved civilforvaltningen i Østprøjsen 1917-18
I tiden op til Genforeningen i 1920 blev Refslund Thomsen af Den internationale Kommission (CIS) konstitueret som landråd for Aabenraa Kreds og derefter amtmand for Aabenraa Amt 1920-32 og Aabenraa-Sønderborg Amt 1932-54. I perioden 1935-44 var han tillige politiadjudant for de sønderjyske landsdele.
Han var den nordslesvigske vælgerforenings konsulent 1908-19; formand for over-landvæsenskommissionen for Aabenraa amt 1920-50; formand i bestyrelsen for Sparekassen for Aabenraa By og Amt 1920-55; formand for den sønderjydske realkreditkommission af 1925; formand for kommissionen ang. afvandingen af Marsken ved Tønder 1931-52; formand for kontrolkomitéen i Sønderjydsk Hypoteklånefond; formand for direktionen for Statshospitalet i Sønderborg 1931-54; Justitsministeriets tilsynsførende ved Bygningsbrandforsikringen i de sønderjydske Landsdele 1931-54; medl. af den sønderjydske skolekommission 1945-46; medl. af bestyrelsen for Lånekassen for Sønderjylland til 1947 og for A/S Det kgl. octr. alm. Brandassurance-Compagni 1934; medl. af repræsentantskabet for Kjøbenhavns Handelsbank 1936.
Han var Storkorsridder af Dannebrogordenen og Dannebrogsmand.